# Lúcio Emílio Mamercino (cônsul em 366 a.C.)
Lúcio Emílio Mamercino (em latim: Lucius Aemilius Mamercinus) foi um político da gente Emília da República Romana, eleito cônsul por duas vez, em 366 e 363 a.C., com Lúcio Sêxtio Laterano e Cneu Genúcio Aventinense respectivamente. Foi também tribuno consular em 377 a.C., mestre da cavalaria em 368 e 352 a.C. e interrex em 355 a.C..
Lúcio Emílio Mamercino Privernato, cônsul em 341 e 329 a.C., e ditador em 335 e 316 a.C., era seu filho.

## Tribunato consular (377 a.C.)
Em 377 a.C., foi eleito tribuno consular com Caio Vetúrio Crasso Cicurino, Lúcio Quíncio Cincinato Capitolino, Públio Valério Potito Publícola, Sérvio Sulpício Pretextato e Caio Quíncio Cincinato.
Durante seu mandato, Roma teve que enfrentar somente a ameaça dos volscos, desta vez aliados aos latinos. Organizado o alistamento, o exército foi dividido em três partes: uma para defender a cidade, uma para a defesa do território romano e a maior parte foi enviada para combater o inimigo, sob as ordens de Lúcio Emílio e Públio Valério.
A batalha foi travada perto de Sátrico e os romanos levaram a melhor, apesar da forte resistência dos latinos, que haviam copiado as técnicas militares romanas. Enquanto os volscos se retiraram para Âncio (sua capital), a partir de onde trataram sua rendição, entregando a cidade e seu território aos romanos, os latinos atearam fogo a Sátrico e atacaram Túsculo, segundo eles uma cidade "duplamente culpada", pois era a única latina que havia obtido a cidadania romana. 
Enquanto os latinos ocupavam a cidade, os tuscolanos se retiraram para a cidadela e enviaram um pedido de ajuda urgente aos romanos, que enviaram reforços sob as ordens de Lúcio Quíncio e Sérvio Sulpício, que conseguiram expulsar os latinos e libertar a cidade.

## Primeiro consulado (366 a.C.)
Em 366 a.C., o primeiro ano depois do fim dos tribunatos consulares e o retorno do consulado, foi eleito cônsul com Lúcio Sêxtio Laterano, o primeiro plebeu eleito para esta magistratura graças à Leges Liciniae Sextiae, aprovada no ano anterior.
Seu mandato, tranquilo do ponto de vista militar, mesmo com o temor pelo retorno dos gauleses derrotados no ano anterior, foi contrabalançado pelo luta política entre plebeus e patrícios pela eleição dos pretores, uma magistratura nova criada também no ano anterior, e dos edis.

## Mestre da cavalaria (368 a.C.)
Em 368 a.C., Lúcio Emílio foi escolhido como mestre da cavalaria (magister equitum) pelo ditador Marco Fúrio Camilo, nomeado pelos tribunos consulares para tentar encerrar a agitação política provocada pelos tribunos da plebe Caio Licínio Estolão e Lúcio Sêxtio Laterano, que vinham sendo reeleitos anualmente desde 376 a.C., ano no qual propuseram uma série de leis para estabelecer um melhor equilíbrio social e político entre plebeus e patrícios. Porém, os dois foram obrigados a abdicar pois a nomeação foi considerada irregular. Uma outra hipótese é que eles teriam abdicado por pressão popular. Seja como for, foram substituídos por um outro ditador e seu mestre da cavalaria, Públio Mânlio Capitolino e Caio Lincínio Calvo, ambos mais favoráveis às demandas da plebe. Caio Licínio foi o primeiro plebeu a se tornar mestre da cavalaria.

## Segundo consulado (363 a.C.)
Em 363, foi eleito cônsul com Cneu Genúcio Aventinense, num ano que o Senado se ocupou principalmente de tentar aplacar a ira dos deuses. Para tentar acabar com a epidemia de peste, que já estava no seu terceiro ano, os senadores nomearam Lúcio Mânlio Capitolino Imperioso como ditador, que escolheu Lúcio Pinário como seu mestre da cavalaria (magister equitum). Segundo Lívio, o novo ditador deveria cumprir o ritual de pregar um prego na divisão de uma parede do Templo de Júpiter Capitolino, o que teria feito terminar a praga.

## Interrex (355 a.C.)
Em 355 a.C., Lúcio Emílio fez parte de um grupo de oito interrexes nomeados para viabilizar as eleições consulares depois da ditadura do ano anterior. Finalmente, foram eleitos dois cônsules patrícios, Caio Sulpício Pético e Marco Valério Publícola, uma nova violação das Leges Liciniae Sextiae.

## Mestre da cavalaria (352 a.C.)
Lúcio Emílio foi novamente escolhido como mestre da cavalaria, desta vez pelo ditador Caio Júlio Julo, nomeado pelos cônsules Públio Valério Publícola e Caio Márcio Rutilo em 352 a.C.. O Senado exigiu sua nomeação temendo uma guerra contra os etruscos, que jamais se realizou. Caio Júlio utilizou seus poderes para tentar eleger dois cônsules patrícios no ano seguinte.

### Identificação
A identificação deste mestre da cavalaria com o cônsul de 366 a.C. não é certa. Segundo uma hipótese de Sigônio, defendida também por Theodor Mommsen, é possível que este seja Lúcio Emílio Mamercino Privernas, cônsul em 341 e 329 a.C.. Porém, a carreira deste terminou em 316 a.C. e ele seria muito jovem para ter sido mestre da cavalaria em 352 a.C.. Segundo Attilio Degrassi, que é contrário à esta hipótese, não há espaço suficiente nos fragmentos dos Fastos Capitolinos para caber o cognome "Privernas" no nome do mestre da cavalaria em 352 a.C..